# 점접촉 분광분석법
점접촉 분광분석법(point-contact spectroscopy)은 고체 내에서 일어나는 전도 전자(conduction electron)과 준입자(quasiparticle)의 상호작용을 연구할 수 있는 실험 방법이다. 실험적 개념은 1965년 Sharvin이 도입하였다. 그는 금속 내에서 전도 전자들이 1차원적으로 흐를 수 있다는 것을 제시했다. 1972년 Tsoi가 이를 실험을 통해 검증하였다.
1972년 Yanson은 두 금속 사이의 얇은 절연막 속에 매우 가는 금속 접촉이 생기면 그 금속 접촉의 전류-전압 특징이 보통 금속들이 가지는 선형이 아니라 비선형이라는 사실을 알았다. 이를 바탕으로 그는 점접촉(point contact)이 금속 내에서 전도 전자들의 에너지에 따른 산란(scattering) 현상을 연구하는 데 사용할 수 있다고 제안하였다.

## 점 접촉
일반적으로 점 접촉은 전자의 평균 자유 흐름 길이(electron mean free path, l)에 대한 점의 크기(d)에 따라 세 가지로 나눌 수 있다. d 가 l 보다 매우 작다면 전도 전자들은 외부의 방해 없이 접촉 내에서 1차원적인 운동을 하고 그것을 ballistic regime라 부른다. 반대로 d 가 l 보다 매우 크다면 전도 전자들은 비탄성 산란(inelastic scattering)을 하면서 나아가고 그러한 상태를 thermal regime이라 명한다. 그리고 d 와 l 의 크기가 비슷한 경우는 diffusive regime이라고 하는데 이 경우에는 전도 전자들이 접촉 내에서 준입자들과 탄성 산란을 하면서 나아간다.
일반적으로 익숙한 것은 thermal regime 상태의 점 접촉이고 특수하게 만들어진 금속 접촉이 아니라면 대부분 이 상태라고 보면 된다. 이 상태에서 점 접촉의 전기 저항은 1904년 Maxwell이 구한
{\displaystyle R_{M}={\frac {\rho }{d}}}
을 따른다. {\displaystyle \rho }는 재질에 따라 결정되는 비저항이다. 이 식은 한 변의 길이를 {\displaystyle d}로 한 정육면체 모양의 금속의 전기 저항을 고등학교 때 배운 전기 저항(길이에 비례하고 단면적에 반비례)구하는 식을 사용하면 쉽게 구할 수 있다.
점 접촉시 그 면적의 크기가 전도 전자의 평균 자유 흐름 길이보다 매우 작다면 전도 전자들의 물질 내 준입자 혹은 불순물 (impurity),결정 변형 (lattice deformation) 등의 존재들에 의해 방해받지 않고 1차원적인 운동을 한다. 이러한 접촉이 일어났을 때에는 앞서 말한 저항과 다른 식으로 그 저항을 구할 수 있는데 그것을 Sharvin이 제안하여 Sharvin 전기 저항이라고 한다.
{\displaystyle R_{Sh}={\frac {16\rho l}{3\pi d^{2}}}}
여기서 재질에 따라 변하는 것은 {\displaystyle \rho l}이다. 그것은 재질 내 전도 전자의 페르미 운동량과 관련된다.일반적으로 금속 내의 전도 전자의 평균 자유 흐름 길이는 보통 수백 {\displaystyle nm} 미만이므로 이러한 접촉은 생활 속에서 많이 일어나는 접촉은 아니다.
점 접촉으로 만들어지는 면적의 크기가 전자의 평균 자유 흐름 길이와 비슷하다고 한다면 이 때에 적용되는 저항은 위의 두 저항을 더한 것으로 구할 수 있다.
{\displaystyle R_{We}={\frac {16\rho l}{3\pi d^{2}}}+\beta {\frac {\rho (T)}{d}}}
1966년 Wexler에 의해 제안된 이 식은 일반적인 접 접촉의 저항을 구할 때 사용된다. 첫 번째 항에서 나오는 {\displaystyle \rho l} 은 금속 내 페르미 운동량과 관련된 것으로 {\displaystyle \rho l=p_{F}/ne^{2}} 의 식을 만족한다. 두 번째 항에서 나오는 {\displaystyle \rho } 은 온도에 따라 변하는 재질의 비저항을 의미한다. 그리고{\displaystyle \beta }는 점 접촉의 기하학적 모양으로 결정되는 상수이다.
모든 점 접촉의 상황에서 PCS를 할 수 있고 각각의 의미가 있지만 PCS가 처음 제안된 목적에 가장 많이 부합되는 점 접촉의 상황은 처음에 소개한 ballistic regime이다. 그것은 ballistic regime 에서만이 전도 전자들이 걸어준 전압에 비례하는 운동에너지 변화를 가져서 energy resolved spectroscopy로서의 가능성을 가졌기 때문이다.

## PCS 측정
PCS는 점 접촉의 전류-전압 그래프에서 나타나는 비선형성을 관찰하는 것이다. 일반적인 금속의 전류-전압 그래프는 선형으로 나타나고 그 기울기의 역수는 전기 저항을 의미한다 (옴의 법칙). 점 접촉에서도 준입자와의 상호 작용이 없다면 전류-전압 그래프는 선형으로 나타난다. 이러한 상호 작용이 생기는 이유는 ballistic regime에서 전압에 의한 전도 전자의 속도 변화가 전압에 거의 비례한다. 그에 따라 전도 전자의 운동에너지를 전압으로 조절할 수 있고 준입자의 들뜬상태를 만드는 필요한 에너지를 전압으로 제어할 수 있게 된다. 그렇기 때문에 전류-전압 그래프의 비선형성이 전도 전자와 준입자의 상호 작용을 반영한다고 할 수 있다.
PCS 에서는 전류-전압 그래프의 비선형성을 보기 위하여 단순히 전류-전압 그래프를 그리기보다는 전류의 전압에 첫 번째 미분-전압{\displaystyle ({\frac {dI}{dV}})} 대 전압 그래프를 보거나 아니면 전류의 전압에 대한 두 번째 미분{\displaystyle ({\frac {d^{2}I}{d^{2}V}})} 대 전압 그래프를 본다. 단순히, 전류에 대한 전압 그래프를 그린 다음 그 그래프를 전압에 대해 미분하여 원하는 그래프를 얻는 것이 아니라 실험적으로 각 전압마다 해당하는 값을 측정하여 원하는 그래프를 완성한다.
측정은 실험적 편의를 위해 전류의 전압에 대한 미분보다는 전압의 전류에 대한 미분을 측정한다. 옴의 법칙에 의해 전압 V는 전류 I 에 대한 함수라고 할 수 있다. 그러므로 대상 물체에 전류 I를 흘려 주고 그에 비해 아주 작은 크기의 변화하는 전류 i를 흘려 주면 측정되는 전압은 전류의 [[테일러 전개로 나타낼 수 있다. 이때 i를 일정한 주기로 흘려 주게 되면 나오는 신호 역시 주기에 의존하게 된다.
{\displaystyle V(I+i\cos(\omega t))=V(I)+{\frac {dV}{dI}}i\cos(\omega t)+{\frac {1}{2}}{\frac {d^{2}V}{dI^{2}}}i^{2}\cos ^{2}(\omega t)+\cdots }
여기서 우변의 세 번째 항의 {\displaystyle \cos ^{2}(\omega t)}를 삼각함수 공식을 사용하여 변환하면
{\displaystyle V(I+i\cos(\omega t))=V(I)+{\frac {dV}{dI}}i\cos(\omega t)+{\frac {1}{4}}{\frac {d^{2}V}{dI^{2}}}i^{2}(1+\cos(2\omega t)+\cdots }
이 된다. 그러므로 나오는 신호에서 \omega 와 2\omega의 신호만 분리해 낸다면 원하는 해당 전압의 전류에 대한 첫 번째 미분과 두 번째 미분에 대한 자료를 얻을 수 있다. 그러한 일은 Lock in amplifier 로 가능하므로 PCS는 전류 공급 장치(programmable current source, function generator, Lock in amplifier 그리고 몇 가지 전자 회로들만 있으면 비교적 쉽게 실험할 수 있다.

## 전자-포논 상호작용
일반 두 금속 사이에 아주 얇은(수 {\displaystyle nm}) 절연막을 끼워 넣고 그 절연막 속에서 매우 작은 면적을 가진 금속 사이의 접촉이 생긴다면, 이 경우 ballistic regime의 점 접촉이 생겼다고 할 수 있다. 이러한 점 접촉 상황에서 PCS 실험을 하여 금속 내의 전도 전자와 포논 사이 상호 작용을 알 수 있다. ballistic regime의 경우, 전기 저항은 샤빈(Sharvin)이 구한 식으로 주어지지만, 금속 내 포논과의 상호 작용을 고려하기 위해 샤빈(Sharvin) 전기 저항에 맥스웰(Maxwell)이 구한 전기 저항 식을 더한다.
{\displaystyle R\simeq {\frac {16\rho l}{3\pi d^{2}}}+{\frac {\rho }{d}}}
우변의 두 번째 항은 샤빈 전기 저항에서 전도 전자의 산란으로 인한 수정항이다. 위의 식을 {\displaystyle d/l}의 전개식으로 표현하면
{\displaystyle R\simeq R_{Sh}(1+{\frac {3\pi d}{16l}})=R_{sh}(1+{\frac {3\pi d}{16v_{F}\tau }})}
이 된다. {\displaystyle v_{F}}는 재질에 따라 결정되는 전도 전자의 페르미 속도(Fermi velocity)이고 {\displaystyle \tau =\tau (eV)=l(eV)/v_{F}}는 전도 전자의 운동에너지와 관련된 평균 자유 흐름 시간(scattering time)이다. 여기서 {\displaystyle \tau }는 페르미 에너지 이상의 에너지를 갖는 전도 전자들의 산란에 의해 생기는 Phonon과 관련되었다고 볼 수 있다. 이러한 {\displaystyle \tau _{el-ph}(eV)}는 Grimvall (1981)에 의하면
{\displaystyle \tau _{el-ph}^{-1}(eV)={\frac {(2\pi )^{2}}{h}}\int _{0}^{eV}\alpha ^{2}(\epsilon )F(\epsilon )\,d\epsilon }
을 만족한다. 위 식에서 {\displaystyle h}는 플랑크 상수다. {\displaystyle \alpha ^{2}(\omega )}은 전자-포논 상호작용의 행렬 원소의 제곱항이고 {\displaystyle F(\omega )}는 포논 상태 밀도이다. {\displaystyle \omega }는 에너지와 관련된 항이므로 위의 식과 같이 변형시킬 수 있다. 이 두 항의 곱 {\displaystyle \alpha ^{2}(\omega )F(\omega )} 을 electron-phonon interaction의 Eliashberg 함수라고 한다. 수정된 전기 저항 식에 존재하는 {\displaystyle \tau }를 위의 {\displaystyle \tau _{el-ph}^{-1}}로 바꾸고 전압 V 에 대하여 미분을 하면
{\displaystyle {\frac {dR}{dV}}(\propto {\frac {d^{2}V}{dI^{2}}})\simeq R_{sh}{\frac {6\pi ^{3}ed}{8hv_{F}}}\alpha ^{2}F(eV)}
이 된다. 이 식은 전압의 전류에 대한 두 번째 미분이 포논 상태 밀도 {\displaystyle F(eV)}와 관련된다는 것을 보여준다. 즉, {\displaystyle {\frac {d^{2}V}{dI^{2}}}vsV}의 그래프가 전압에 따른 포논 상태 밀도 그래프와 닮은 꼴이 될 수 있다는 것이다.

## 초전도 접촉
일반 금속과 초전도체 사이에 ballistic regime에 해당하는 점 접촉을 만들고 도체와 초전도체 사이에 전압을 걸어주면 도체의 전도 전자들의 에너지가 특정 값을 넘기 전까지는 안드레예프 반사 현상으로 인해 점 접촉에서 흐르는 전류가 도체-점 접촉-도체의 경우에 비해 2배 증가한다. 그리고 이 특정값을 넘어서면 전류의 흐름은 감소한다. 이 특정값은 초전도체의 gap에 해당하는 에너지이다. 그러므로 PCS로 초전도체의 gap의 크기를 알 수 있다.

## 전망
점 접촉으로 만들어지는 면적이 아주 작은 경우에는 그 상황이 최근 관심이 높아지고 있는 나노와이어(nanowire)와 비슷하다. 다만, 나노와이어는 1차원적으로 길이가 전자의 평균 자유 흐름 길이보다 매우 긴 경우이기 때문에 점 접촉과 약간 다르지만 그 점만 제외한다면 둘은 동일한 물리적 상황이다. 이와 같은 경우를 보통의 점 접촉 상황과 다르게 분류하기 위해서 양자점접촉(quantum point contact, QPC)라고 다른 이름을 붙였다. 양자점접촉과 나노와이어의 가장 특징적인 현상은 전도율 양자화(conductance quantization)라 이름 붙여진 것으로, 전하량이 전자의 정수배로 표현되는 것처럼, 전도율(전기 저항의 역수)이 특정 전도율의 정수배로 나타난다. 이 특정 전도율은 보통 {\displaystyle G_{0}}로 표시하고 전도율 양자(conductance quantum)라고 부른다. 그 값은 {\displaystyle {\frac {2e^{2}}{h}}=77.5\mu S(S=\Omega ^{-1})}이다. 이 값은 저항으로 표시하면 <matth> 12.5 k\Omega</math>이다. 보통 매우 낮은 온도(4K 근처)에서 관측되기 때문에 일반적으로 쉽게 볼 수 있는 현상은 아니지만 최근에 상온에서 구리나 금과 같은 금속 선들이 붙었다 떨어지는 상황에서 이러한 전도율 양자화가 나타난다는 보고가 있다.
이 밖에도 원자 하나로 이루어진 접촉, mesoscopic particle에 대한 연구, Light-induced electron focusing 등 여러 가지 분야에서 PCS에서 나온 기술들이 사용되고 있다.